# Kanton Grand-Fougeray
Kanton Grand-Fougeray (francouzsky Canton de Grand-Fougeray) je francouzský kanton v departementu Ille-et-Vilaine v regionu Bretaň. Tvoří ho čtyři obce.

## Obce kantonu
- Grand-Fougeray
- La Dominelais
- Sainte-Anne-sur-Vilaine
- Saint-Sulpice-des-Landes